# Braunleibiger Springkrautspanner
Der Braunleibige Springkrautspanner (Ecliptopera silaceata), auch Weidenröschen-Blattspanner genannt, ist ein Schmetterling (Nachtfalter) aus der Familie der Spanner (Geometridae).

## Merkmale

### Falter
Die Falter erreichen eine Flügelspannweite von etwa 24 bis 30 Millimetern. Die Basalregion ist dunkelgrau und wird von einem schmalen hellen Band begrenzt, in dem sich meistens dunkle Flecke befinden. Die sehr breite Diskalregion ist schwarzbraun und zeigt oftmals eine annähernd elliptisch geformte weiße Aderzeichnung in der Mitte. Die Postdiskalregion ist graubraun und mit mehreren deutlichen Pfeilflecken versehen. Zwei bis drei Spitzen ragen in der Mitte nach innen in die Diskalregion und setzen sich zuweilen als orange farbige Striche bis zum Außenrand fort. Unterhalb des Apex befinden sich am Außenrand dunkle Bogenflecke, die die weiße Wellenlinie berühren. Die Hinterflügel schimmern weißgrau und sind mit hellen Querlinien sowie einem kleinen schwarzen Mittelpunkt versehen. Die Farbe von Kopf, Thorax und Hinterleib ist braun.

### Raupe
Erwachsene Raupen sind schlank und haben eine grüngelbe Grundfärbung. Die schwärzlichrote Rückenlinie ist nur auf den ersten und letzten Segmenten ausgebildet. Die Brustbeine sind schwarzbraun gefärbt.

### Ähnliche Arten
- Die Falter des Gelbköpfigen Springkraut-Blattspanners (Ecliptopera capitata) sind mit einer Flügelspannweite von 20 bis 25 Millimetern im Durchschnitt kleiner als Ecliptopera silaceata und unterscheiden sich insbesondere durch ein insgesamt helleres Erscheinungsbild, weniger Pfeilflecke in der Postdiskalregion sowie durch die gelbe bis orange braune Farbe von Kopf, Thorax, und Hinterleib.
- Beim Labkraut-Bindenspanner (Lampropteryx suffumata) sind die Bogenflecke am Außenrand undeutlicher und reichen über die Wellenlinie hinaus, die Querlinien sind stärker gezackt und in der Grundfarbe überwiegen braune Farbtönungen.
- Der Dunkelbraune Haarbüschelspanner (Eulithis prunata) ist mit einer Flügelspannweite von 28 bis 37 Millimetern im Durchschnitt etwas größer, hat eine eher bräunliche Grundfarbe und zeigt eine stärker gezackte äußere Querlinie.

Die annähernd elliptisch geformte weiße Aderzeichnung im Diskalfeld ist ein sicheres Unterscheidungsmerkmal zu den drei vorgenannten Arten. Dieses Kennzeichen ist jedoch nicht bei allen Exemplaren von silaceata vorhanden.

## Geographische Verbreitung und Vorkommen
Das Verbreitungsgebiet des Braunleibigen Springkrautspanner umfasst den Großteil Europas einschließlich der Britischen Inseln und reicht ostwärts weiter durch Russland bis zum Altai und das Ussurigebiet sowie in Richtung Norden bis über den Polarkreis hinaus und im Süden bis zum Kaukasus. Er kommt auch in Nordamerika vor. Hauptlebensraum der Art sind halbschattige Stellen in Laub-, Au- und Mischwäldern sowie Schonungen und Heiden.

## Lebensweise
Die dämmerungs- und nachtaktiven Falter fliegen in den Monaten April bis Juni in einer ersten Generation sowie von August bis September in einer zweiten Generation. In höheren Lagen können sich diese Flugzeiten auch auf etwas spätere Zeiten im Jahr verschieben. Sie besuchen künstliche Lichtquellen. Futterpflanzen der Raupen sind das Große Springkraut (Impatiens noli-tangere), das auch unter dem Namen „Rühr mich nicht an“ bekannt ist sowie das Schmalblättrige Weidenröschen (Chamerion augustifolium). Die Puppe überwintert.

## Gefährdung
Der Braunleibige Springkrautspanner kommt in allen deutschen Bundesländern vor und wird in der Roten Liste gefährdeter Arten als nicht gefährdet geführt.